# بوخ (راین-هونسروک)
بوخ (به آلمانی: Buch) یک شهر در آلمان است که در راین-هونسروک واقع شده‌است. بوخ ۹۴۵ نفر جمعیت دارد.